# Шапарејан
Шапарејан (фр. Chapareillan) насеље је и општина у источној Француској у региону Рона-Алпи, у департману Изер која припада префектури Гренобл.
По подацима из 2011. године у општини је живело 2792 становника, а густина насељености је износила 93,07 становника/km². Општина се простире на површини од 30 km². Налази се на средњој надморској висини од 285 метара (максималној 1.934 m, а минималној 245 m).

## Демографија
| 1962. | 1968. | 1975. | 1982. | 1990. | 1999. | 2011. |
| ----- | ----- | ----- | ----- | ----- | ----- | ----- |
| 1.300 | 1.302 | 1.418 | 1.682 | 1.898 | 2.147 | 2.792 |

График промене броја становника у току последњих година